# Crystania
Crystania (Japans: クリスタニア, Kurisutania) is een Japanse light novelreeks die zich afspeelt op het fictieve eiland Crystania, onderdeel van de Forcelia-setting waar ook series als Record of Lodoss War, Sword World en Louie the Rune Soldier zich op afspelen. De serie is gestart door Ryo Mizuno in 1993, die in totaal vier Crystania-boeken schreef en meewerkte aan twee verhalenbundels. Na Mizuno's vertrek werd het merendeel aan boeken geschreven door Hide Shirai. Het laatste deel, Crystania: Legend of the Mercenaries III, verscheen in 2001. De boeken werden uitgegeven door MediaWorks.

## Verhaal
Het verhaal volgt meerdere hoofdpersonen. De eerste is Rails, een jongeman uit het koninkrijk van Da’nan, een schiereiland van Crystania dat gescheiden is van de rest van het eiland door een kolossale klif, genaamd The Gods’ Wall. Achter deze klif ligt het mystieke Crystania, “het land van de goden”, waar de laatst overgebleven goden zich schuil houden in de gedaantes van dieren, en worden daarom de “dierengoden” genoemd. Wanneer Rails via een scheur in de klif zich een weg naar Crystania weet te vinden, ontdekt hij dat het land van de goden niet de wonderlijke wereld is die hij had verwacht, maar een land in oorlog. Een andere hoofdpersoon is Redon, die met name in de prequel series veelvuldig voorkomt. Redon komt ook uit Da’nan en wanneer hij in Crystania aankomt gaat hij de strijd aan met de dierengod Barbas, die zich de Gods’ King noemt en met de andere dierengoden in een strijd is verwikkeld voor alleenheerschappij van het eiland. Barbas bezit als enige god het lichaam van een mens, de zwarte ridder Ashram, wat hem een voordeel geeft in de strijd.

## Films
In 1995 kwam er een film uit genaamd Legend of Crystania: The Motion Picture. Deze film is gebaseerd op de in 1995 verschenen prequel The First Adventurers: Legend of Crystania. Er volgde een driedelige direct-naar-video-serie genaamd Legend of Crystania: The Chaos Ring, gebaseerd op de prequel Legend of the Gods’ King-boeken.

## Boekenoverzicht
- Crystania: Legend of the Drifters 1 (漂流伝説クリスタニア1, Hyōryū Densetsu Kurisutania 1) (10 juni 1993)[2]
- Crystania: Legend of the Drifters 2 (漂流伝説クリスタニア2, Hyōryū Densetsu Kurisutania 2) (10 december 1993)
- Crystania: Legend of the Drifters 3 (漂流伝説クリスタニア3, Hyōryū Densetsu Kurisutania 3) (10 december 1994)
- Crystania: Legend of the Drifters 4 (漂流伝説クリスタニア4, Hyōryū Densetsu Kurisutania 4) (februari 1996)
- The First Adventurers: Legend of Crystania (はじまりの冒険者たちレジェンド・オブ・クリスタニア, Hajimari no Bōkenshatachi Rejendo Obu Kurisutania) (10 juli 1995)
- Crystania: Legend of the Gods’ King 1 (神王伝説クリスタニア(上), Shin’ō Densetsu Kurisutania (ue)) (27 december 1995)
- Crystania: Legend of the Gods’ King 2 (神王伝説クリスタニア(下), Shin’ō densetsu kurisutania (shita)) (juni 1996)
- Crystania: Legend of the Sealed (封印伝説クリスタニア, Fūin Densetsu Kurisutania) (augustus 2000)
- Crystania: Legend of the Dark (暗黒伝説クリスタニア, Ankoku Densetsu Kurisutania) (december 2000)